# Saint Sébastien (Mantegna)
Pour les articles homonymes, voir Saint Sébastien (homonymie).
Saint Sébastien est le sujet de trois tableaux du maître de la Renaissance italienne, Andrea Mantegna. L’artiste de Padoue vivait à une période de fréquentes épidémies de peste et saint Sébastien, qui a survécu à sa condamnation à mort par sagittation, était considéré comme un protecteur contre cette maladie. Lors de son long séjour à Mantoue, Mantegna résidait près de l’église dédiée à saint Sébastien.

## Présentation

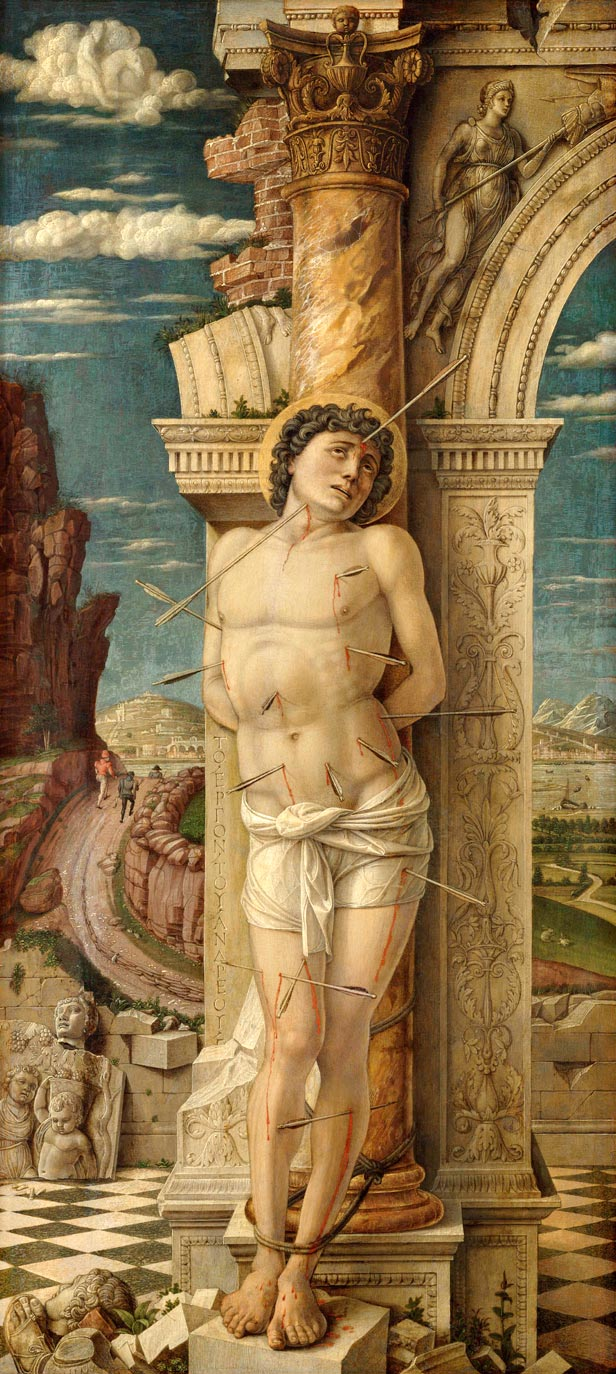
Saint Sébastien de Vienne (1456-1459), panneau, 68 × 30 cm. Vienne, Kunsthistorisches Museum.
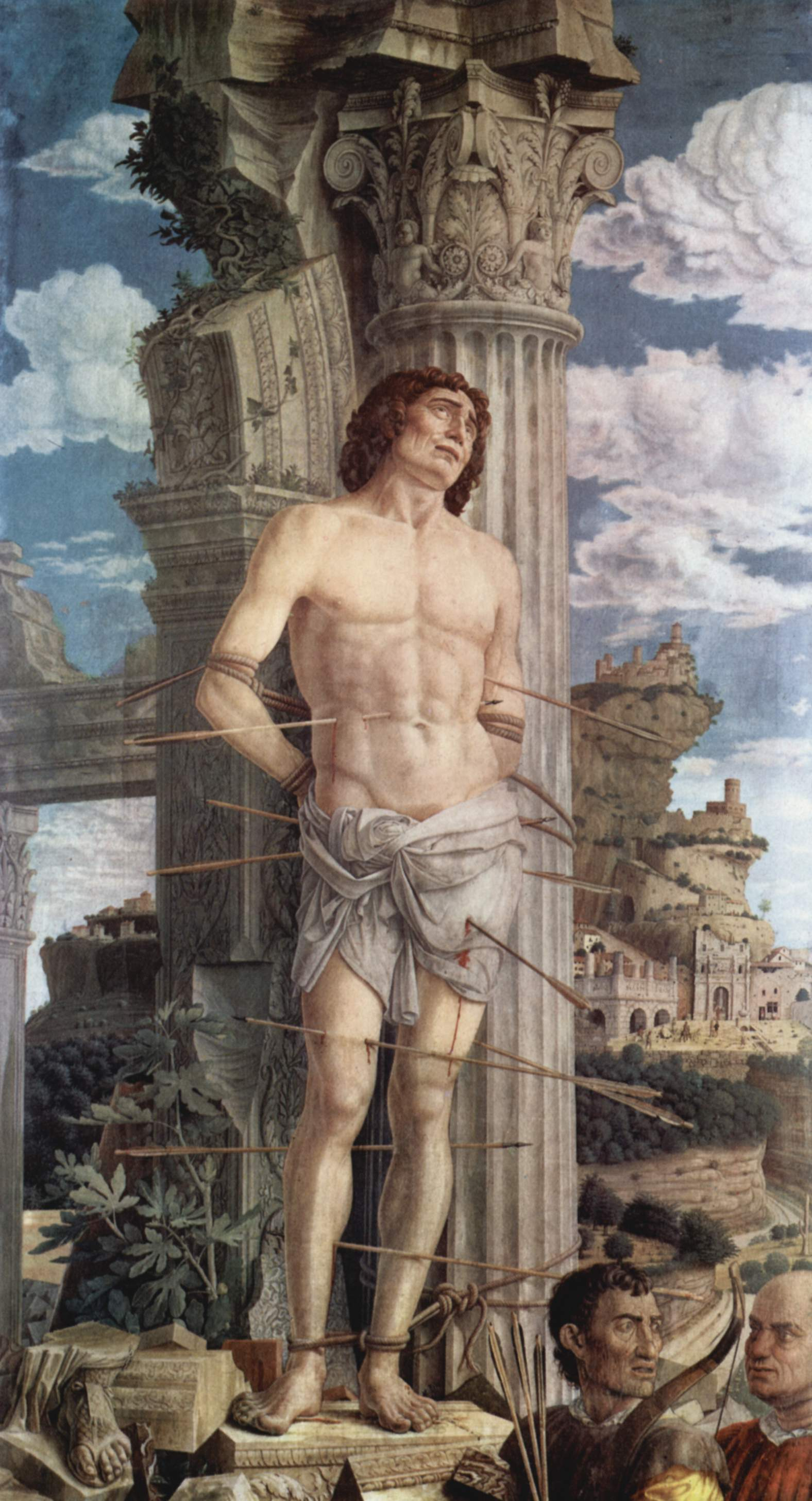
Saint Sébastien d'Aigueperse (1480), toile, 255 × 140 cm. Paris, musée du Louvre.
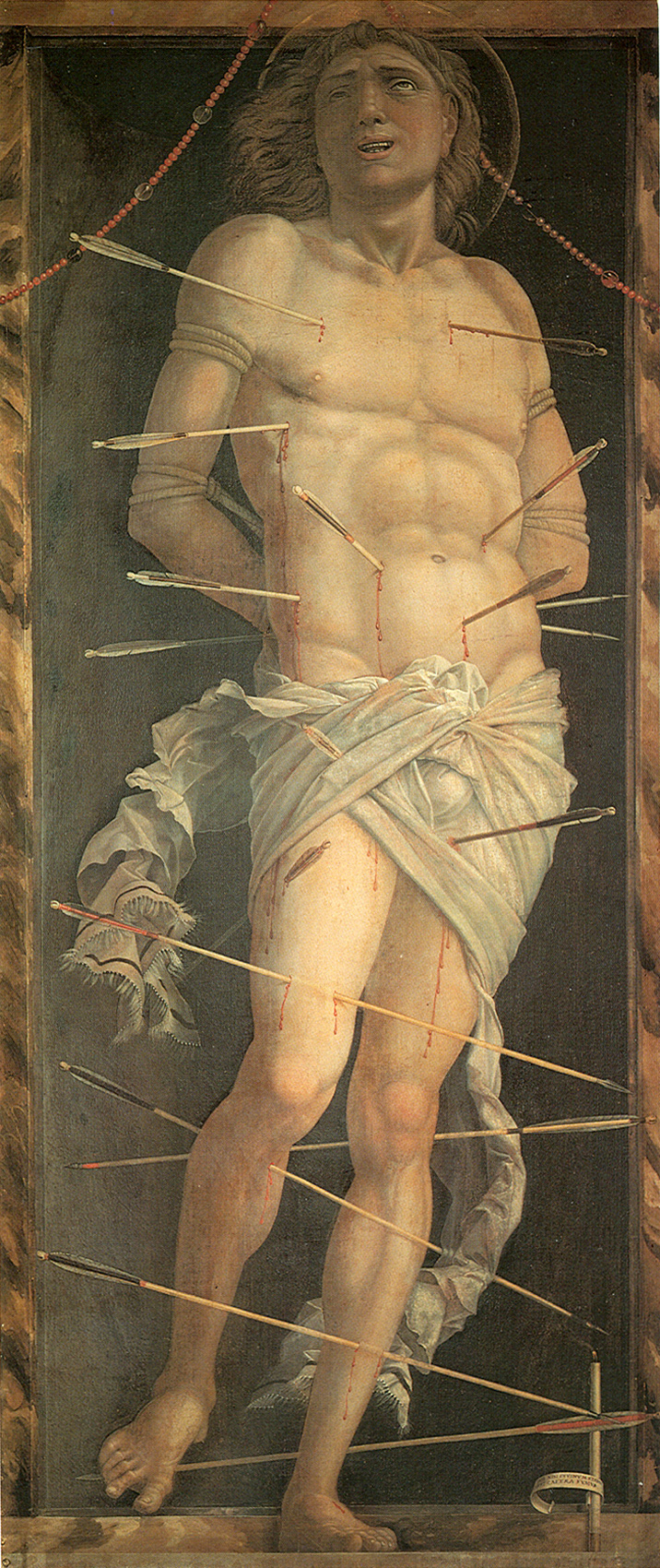
Saint Sébastien de Venise (1490), panneau, 213 × 95 cm. Venise, Ca' d'Oro.

## LeSaint Sébastiende Vienne

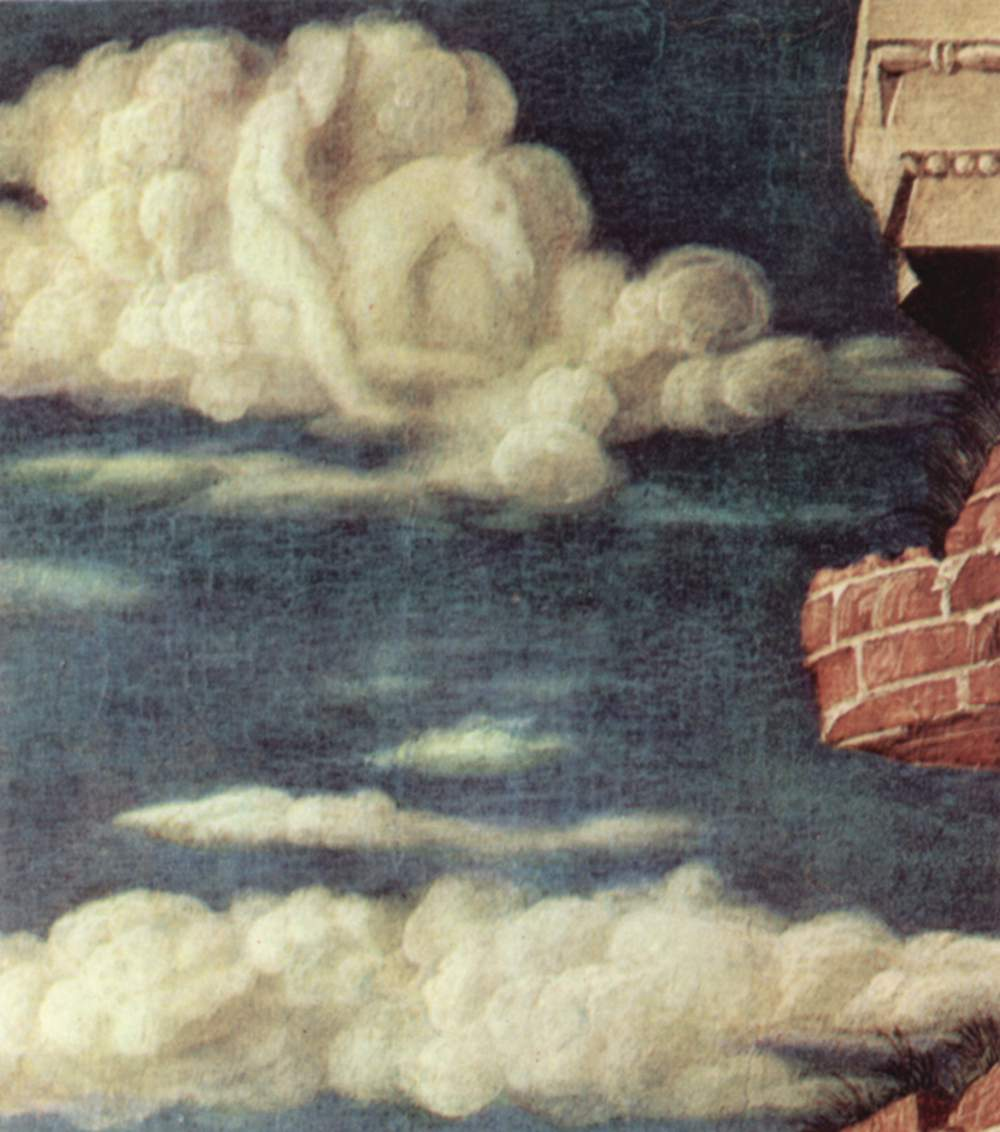
Détail du cavalier dans le nuage du Saint Sébastien de Vienne.

Il est supposé que cette image a été créée après que Mantegna a survécu à la peste noire à Padoue (1456-1457). Probablement une commande du Podestat de la ville pour célébrer la fin de l'épidémie, elle était terminée avant que l'artiste ne parte pour Mantoue.
D'après Eugenio Battisti, le thème s'inspire de l’Apocalypse de Jean. Un cavalier est représenté dans les nuages au coin supérieur gauche. Comme précisé dans l’œuvre attribuée à saint Jean, le nuage est blanc et le cavalier tient une faux pour couper le nuage. Le cavalier pourrait représenter Saturne, le dieu gréco-romain symbole, à l'époque, du temps qui passe et de tout ce qu'il laisse détruit derrière lui.
Au lieu de la figure classique de Sébastien attaché à un poteau du Champ de Mars, il est ici représenté contre un arc, soit un arc de triomphe soit une porte de la ville. En 1457, le peintre est attaqué par l’Église pour n’avoir peint que huit apôtres dans sa fresque de l’Assomption. En guise de réponse, il appliqua les principes du classicisme d’Alberti dans ses œuvres postérieures, dont ce petit Saint Sébastien, affecté par sa propre nostalgie.
Les principales caractéristiques du style de Mantegna sont la pureté de la surface, la précision « archéologique » de sa reproduction des détails architecturaux et l'élégance de la posture du martyr.
La signature de Mantegna est inscrite, en grec, à la verticale, à droite du saint.

## LeSaint Sébastiend’Aigueperse

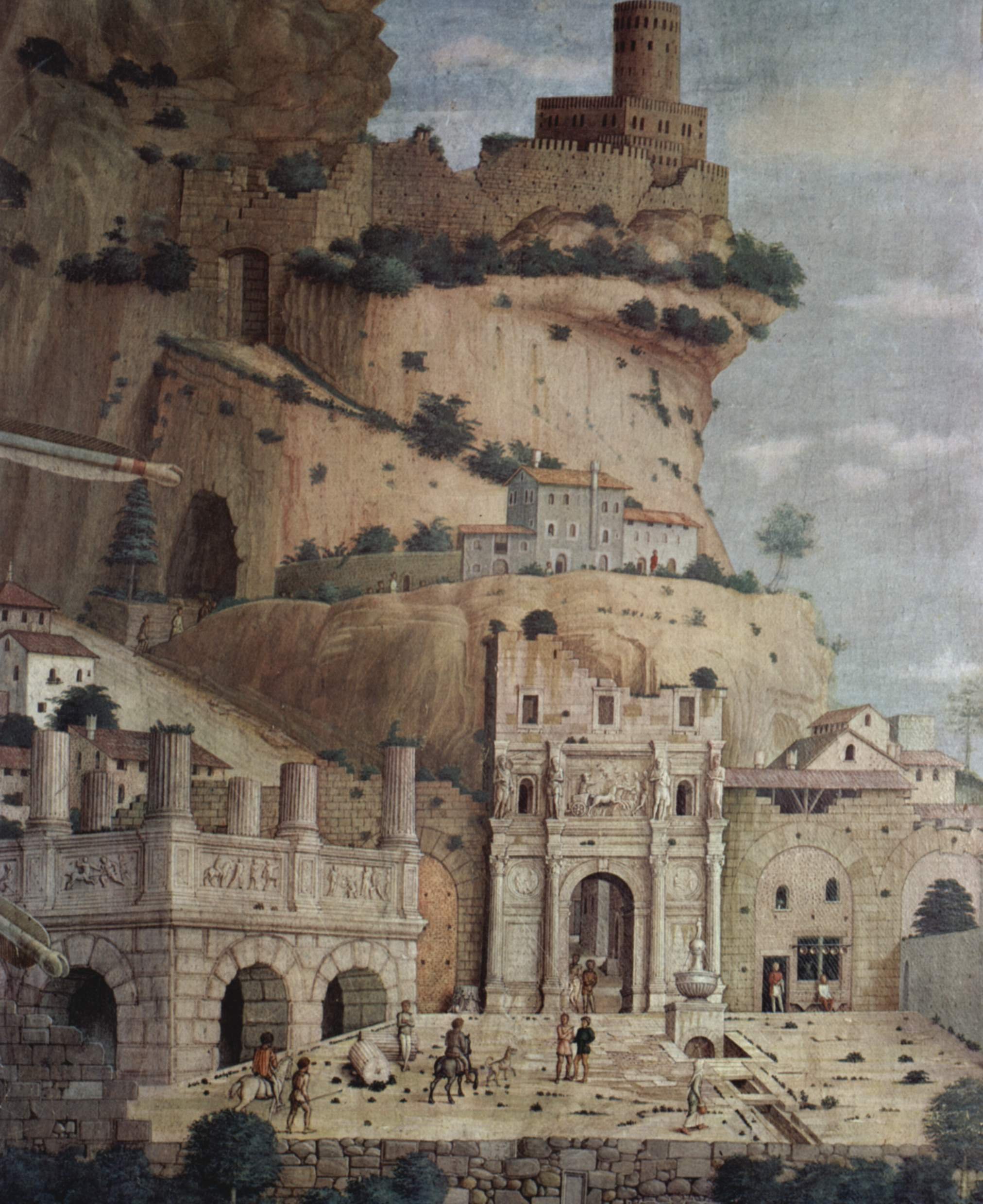
Détail de la cité antique

Le Saint Sébastien d’Aigueperse, aujourd'hui au musée du Louvre, est daté vers 1478-1480.
Sa présence dans la Sainte-Chapelle d'Aigueperse, en Auvergne, pourrait s'expliquer s'il faisait partie de la dot de Claire de Gonzague, fille de  Frédéric Ier de Mantoue, qui épouse Gilbert de Montpensier, dauphin d'Auvergne, en 1481. Il  est acquis par le Louvre en 1910.
L’image illustre vraisemblablement le thème de l’athlète de Dieu inspiré par un sermon apocryphe de saint Augustin.
Le saint, attaché à un arc antique est observé d’une perspective inhabituellement basse, choisie par l’artiste pour renforcer l’impression de solidité et de domination du sujet. La tête et les yeux tournés vers le ciel confirment la fermeté de saint Sébastien dans la souffrance du martyre. À ses pieds, les deux archers créent un contraste entre l’homme de foi transcendante et ceux qui ne sont attirés que par des plaisirs profanes.
Le torse du saint évoque les sculptures antiques. Il est attaché à une architecture antique où l'invention personnelle du chapiteau est autorisée par la rigueur générale du détail. Il serait difficile de reconstituer le bâtiment auquel est attaché le martyr, ou même d'identifier le type d'édifice auquel il est fait allusion. Le fût de la colonne, le détail décoratif de l'arc, les fragments sculptés au pied du saint témoignent des connaissances du peintre en art antique. Le paysage de l'arrière-plan constitue presque une vue archéologique d'un lieu s'offrant à d'éventuels fouilleurs. Ce paysage « romain » est occupé par des personnages contemporains du peintre.
Si le corps et l'anatomie démontrent la culture antiquisante du peintre, le nombre et la disposition des flèches se rapprochent du type « populaire » du saint, pour lequel le peintre accumule les flèches plantées transversalement, une telle iconographe mettant en évidence ce qui constitue l'objet dévotionnel et souvent votif de la peinture : la protection contre les flèches de la peste.
Ce saint Sébastien est particulièrement humaniste. C'est le fond qui porte toute une part du sens humaniste : le champ de ruines est inséré dans une cité contemporaine, dominée par une ferme, une rocca et finalement, un bourg ; la nature  humanisée affiche la continuité « humaniste » entre l'antique et le présent. En plus du symbolisme, l’image est caractérisée par la précision de la représentation des ruines antiques et par les détails réalistes tels que ce figuier à côté de la colonne et l’anatomie du saint. Le vocabulaire est renouvelé : les rocailles traditionnelles sont présentes, mais secondaires par rapport aux correspondances précises des architectures.
Au premier plan, c'est toute une architecture, mais surtout un pied sculpté qui, dans sa perfection archéologique, annonce la ruine du monde païen et qui répond à la perfection anatomique du pied vivant. Le sentiment de la statuaire antique se condense par ailleurs dans le torse du saint, presque libre de toute flèche. Les deux bourreaux, en habits contemporains et tout proches du spectateur, constituent une note colorée nettement mise en valeur et sont investis par ces correspondances mythiques qui parcourent toute l'image.
Une double intention coexiste chez Mantegna : d'une part, réussir une image digne de la culture moderne, de l'autre, préserver son actualité émotive, sa fonction dévotionnelle traditionnelle. Il réussit une synthèse créatrice entre ces deux directions de l'invention picturale et jette les bases de la future « culture figurative» : dans le paysage de l'arrière-plan, le champ de fouilles est dominé par une ferme, puis par un château fort. Ce paysage présente la continuité entre le monde antique et le monde chrétien moderne.
Les ruines antiques constituent un décor classique des tableaux de Mantegna. Le chemin escarpé, les graviers et les grottes font référence à la difficulté d’atteindre la Jérusalem céleste, la ville fortifiée au sommet de la montagne, au coin supérieur droit de l’image, décrite au chapitre 21 de l’Apocalypse de saint Jean.

## LeSaint Sébastiende Venise

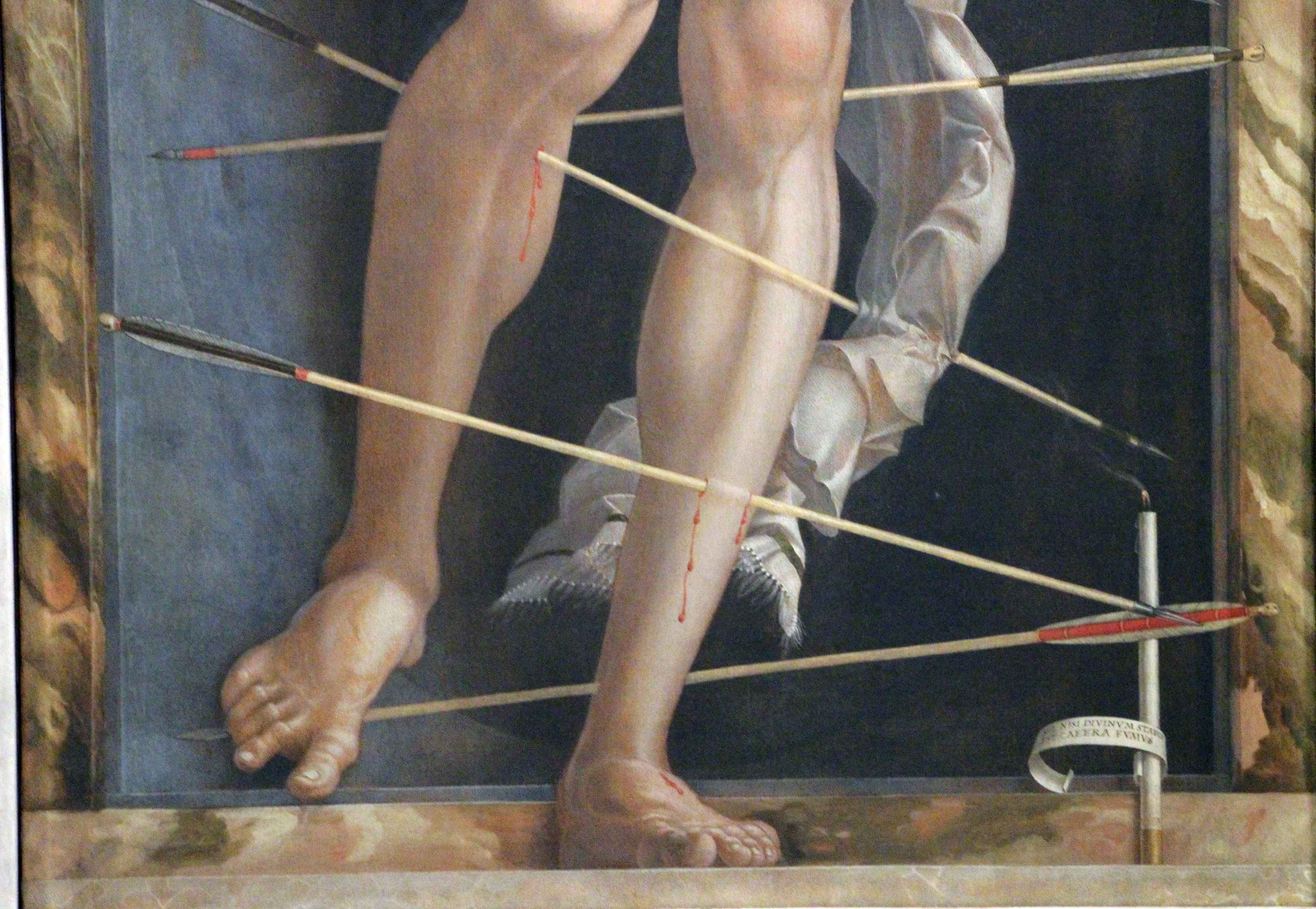
Base du tableau, détail de la chandelle.

Le troisième Saint Sébastien de Mantegna est peint beaucoup plus tard, après 1491 et selon les dernières recherches, après 1500, puisqu'il s'agit d'une commande de Sigismondo Gonzaga. L'œuvre a ensuite appartenu au cardinal Pietro Bembo, puis à Antonio Scarpa (1752-1832) dont les descendants le vendent au baron Giorgio Franchetti, aujourd'hui propriété du musée de la Ca' d'Oro.
Elle est très différente des précédentes compositions, et dénote un pessimisme marqué. La représentation du saint torturé s’impose devant un fond brun, sombre et neutre. L’artiste explique ses intentions dans la banderole enroulée autour de la chandelle éteinte, au coin inférieur droit de la composition. Il y est écrit en latin : Nihili nisi divinum stabile est. Coetera fumus (« Rien n’est permanent si ce n’est divin. Le reste n’est que fumée »). Le fait que le thème de la fugacité de la vie ne soit généralement pas associé aux images de saint Sébastien paraît justifier la nécessité de cette inscription.
La lettre M formée par les flèches croisées sur les jambes du martyr pourrait signifier Morte (« Mort ») ou Mantegna.